# 羅卡將軍縣 (內格羅河省)

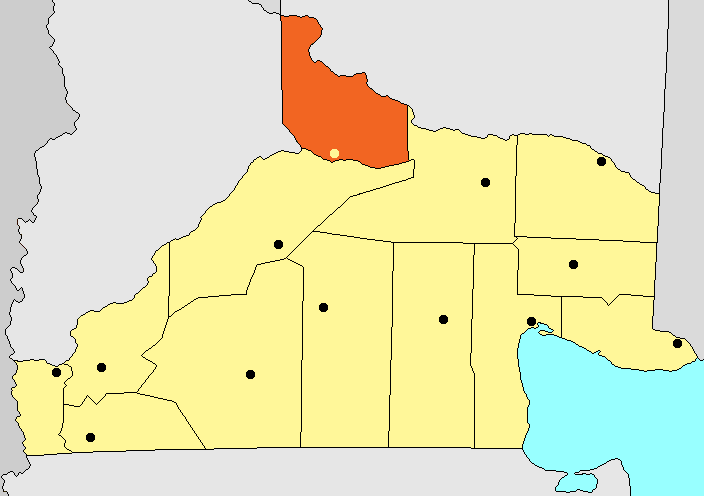

39°1′36″S 67°34′31″W / 39.02667°S 67.57528°W
羅卡將軍縣（西班牙語：Departamento General Roca），是阿根廷的縣份，位於該國中部內格羅河省，首府是羅卡將軍鎮，面積14,655平方公里，2010年人口320,921，人口密度每平方公里21.9人。